# Auriac-du-Périgord
Auriac-du-Périgord (trong tiếng Occitan Auriac dau Peiregòrd) là một xã của Pháp, nằm ở tỉnh Dordogne trong vùng Aquitaine của Pháp. Xã này có diện tích 18,63 km2, dân số năm 2004 là 402 người. Xã Auriac-du-Périgord nằm ở khu vực có độ cao trung bình 90 m trên mực nước biển.

## Thông tin nhân khẩu
| Năm    | 1962 | 1968 | 1975 | 1982 | 1990 | 1999 | 2004 |
| ------ | ---- | ---- | ---- | ---- | ---- | ---- | ---- |
| Dân số | 356  | 338  | 316  | 333  | 377  | 398  | 402  |